# Tau Herculis
Tau Herculis (Rukbalgethi Shemali, 22 Herculis) é uma estrela na direção da constelação de Hercules. Possui uma ascensão reta de 16h 19m 44.45s e uma declinação de +46° 18′ 47.8″. Sua magnitude aparente é igual a 3.91. Considerando sua distância de 314 anos-luz em relação à Terra, sua magnitude absoluta é igual a −1.01. Pertence à classe espectral B5IV.